# 何茂春
何茂春（1960年4月—），男，湖北广济人，中华人民共和国学者，清华大学国际关系学系教授，清华大学经济外交研究中心主任，中国民主同盟中央委员会常务委员，国务院参事。